# Astrild de Sao Tomé
Glaucestrilda thomensis
Espèce
Statut de conservation UICN

 LC  : Préoccupation mineure
L’Astrild de Sao Tomé (Glaucestrilda thomensis) ou astrild cendrillon, est une espèce de passereaux de la famille des Estrildidae.

## Nomenclature
Son nom fait référence à l'île où fut identifiée cette espèce, mais où elle est considérée comme disparue.

## Répartition
Cet oiseau se trouve dans les régions sèches du sud-ouest de l'Angola dans la province de Namibe, du nord et de l'est au sud-ouest de la province de  Huila et au nord jusqu'à Huambo et à l'extrême nord-ouest de la Namibie. Son aire de répartition est estimée à 95 700 km2.

## Habitat
Cet oiseau fréquente les zones subtropicales et tropicales arbustives en plaine, les savanes sèches et des habitats forestiers à une altitude de 200 à 500 m. On constate que la mise en service récente d'une centrale hydroélectrique sur le fleuve Cunene aux Chutes Epupa a provoqué des changements dans la diversité des insectes nécessaires pour l'alimentation de ses jeunes.

## Alimentation
Il se nourrit de graines de graminées, de nectar ainsi que d'insectes ailés et de termites.